# Assault (cheval)
Pour les articles homonymes, voir Assault.
Assault (1943-1971) est un cheval de course pur-sang. Membre du Hall of Fame des courses américaines, cheval de l'année en en 1946, il remporte cette année-là la Triple Couronne américaine. 

## Carrière de course

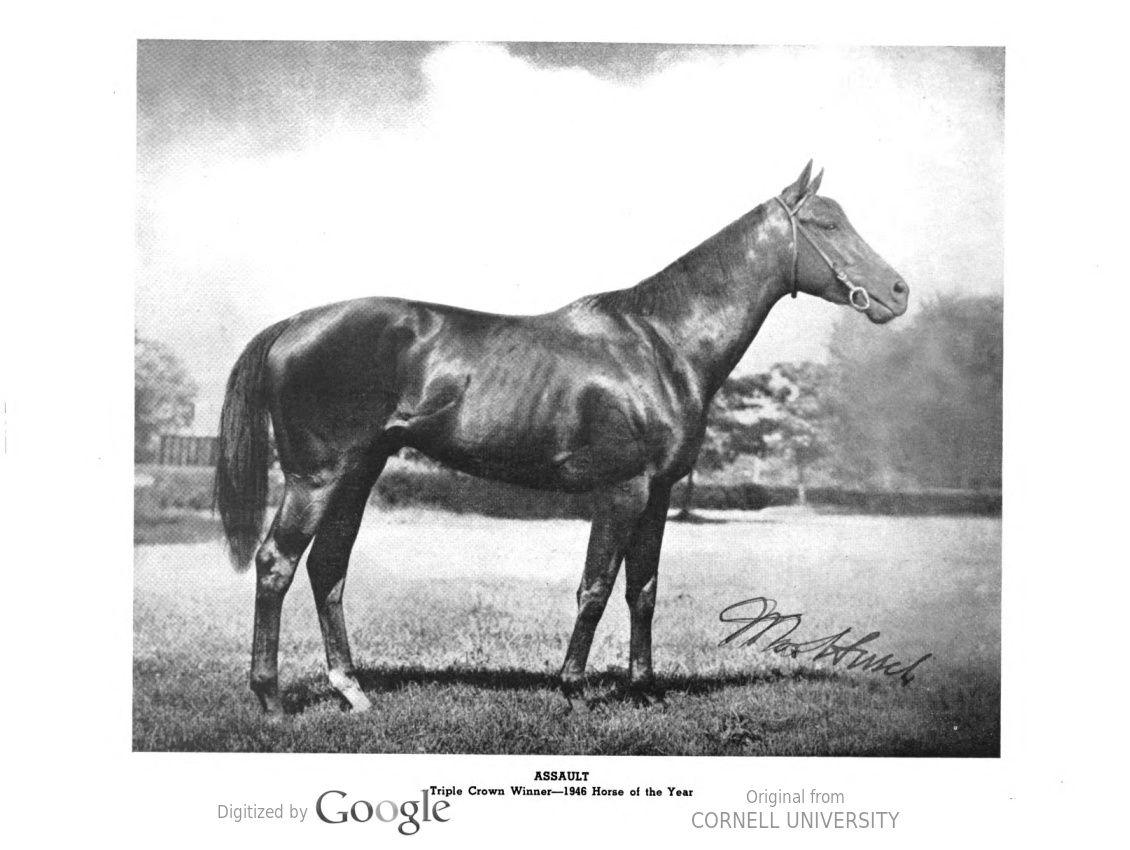

Reins, métacarpe, boulet, genou, saignements divers et variés, et puis ce bout de bois enfoncé dans le sabot lorsqu'il était poulain qui lui déforma le pied et lui valut ce surnom de "Comète au pied-bot". Et pourtant Assault courut 42 fois, de 2 à 7 ans. Difficile d'imaginer champion plus poissard, et donc plus résilient : le pied-bot, on ne le remarquait plus une fois lancé au grand galop. Décidément unique en son genre, Assault n'est pas né dans les gras herbages du Kentucky, là où gambadent les poulains huppés de la Côte Est. Il est né dans le plus grand haras des États-Unis, mais seulement par la taille : King Ranch, qui occupe 3 340 km2 au sud-ouest du Texas, une superficie supérieure à celle du Luxembourg. Un ranch plutôt qu'un haras, moins spécialisé dans l'élevage de pur-sang que dans celui de gros gabarits, type bovins ou quarter-horses. Et qui pourtant a trouvé le moyen d'élever les deux seuls vainqueurs de Kentucky Derby nés au Texas, Assault et Middleground, mais aussi Stymie, le grand rival d'Assault.   
La carrière d'Assault commence toutefois à New York, sur l'hippodrome de Belmont Park, où il échoue à trois reprises à remporter son maiden, avant de trouver son jour à Aqueduct dans une allowance. Sa première victoire d'importance, il l'obtient dans les Flash Stakes, mais son bilan est assez maigre à 2 ans, avec deux victoires et trois places en neuf sorties. La saison suivante commence en fanfare avec deux victoires d'affilée, dont les importants Wood Memorial Stakes. Mais une mauvaise course dans les Derby Trial Stakes lui vaut de s'élancer à une cote d'outsider dans le Kentucky Derby. Il y réalise pourtant une démonstration, gagnant par huit longueurs, un écart jamais enregistré dans l'épreuve. Une semaine plus tard il est cette fois favori dans les Preakness Stakes, où un mauvais parcours oblige son jockey Warren Mehrtens à lancer les hostilités trop tôt : 4 longueurs devant le peloton à 200 mètres du but, il voit ses adversaires fondre sur lui et ne garde qu'une encolure sur Lord Boswell au poteau. Ce dernier, vu sa performance, est propulsé favori des Belmont Stakes. Mais cette fois Assault trouve des circonstances de course à sa convenance et l'emporte par trois longueurs. Il succède ainsi à Count Fleet au palmarès de la Triple Couronne, devenant le septième poulain à décrocher la timbale.  

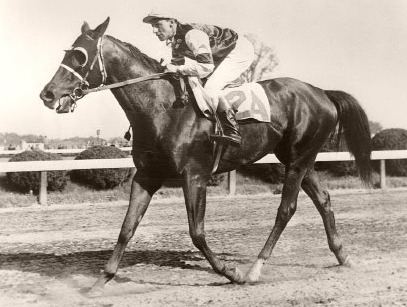

Sa nette victoire dans les Dwyer Stakes confirme qu'Assault est bien le meilleur cheval d'une génération 1943 qui passe aux yeux des puristes pour moyenne, sinon médiocre. Mais dans l'Arlington Classic, patatras, il finit bon dernier. Avec comme excuse un boulet qui flageole, et deux mois de repos forcé. La fin de sa saison est honorable, toujours placé, mais vainqueur seulement en novembre, lorsqu'Eddie Arcaro remplace Warren Mehrtens sur son dos et qu'il affronte pour la première fois Stymie dans le Pimlico Special. Une embellie de fin de saison qui sécurise son titre de Cheval de l'année et de meilleur 3 ans.             
Assault prit beaucoup de force entre 3 et 4 ans, on raconte que, toujours affamé, il s'en prenait à ses palefreniers s'ils ne le nourrissaient pas à temps. Agité, il éjectait souvent ses cavaliers d'entraînement. Ce qui ne l'empêcha pas de faire une excellente saison et de s’approprier certains des plus gros handicaps du pays, comme le Suburban Handicap ou le Brooklyn Handicap, face à l'increvable Stymie. Stymie, l'autre Texan de l'histoire des courses américaines, élevé lui aussi à King Ranch, inoubliable stakhanoviste aux 131 courses, lui aussi futur Hall of Famer. Et son concurrent dans une compétition toute américaine à celui qui gagnera le plus d'argent en une saison. Pour ce faire Assault, qui a dû écourter sa saison sur blessures, tente le tout pour le tout dans une "match race" (une course en un contre un) à $ 100 000 sur le mode "winner takes all", disputée en septembre 1947 à Belmont Park face au champion Armed, 6 ans, futur cheval de l'année et futur Hall of Famer. Il perd de huit longueurs.     
Ses multiples pépins de santé privent Assault de la fin de la saison 1947, et l'année suivante, après deux courses en Floride dont une nette défaite dans le Widener Handicap, il rentre à King Ranch pour y devenir étalon. Mais il ne parvient à remplir aucune des juments qu'on lui présente : comme si son carnet de santé n'était pas déjà maigrelet, le voilà déclaré stérile. Et renvoyé à l'entraînement en 1949. Devenu irrégulier, il ne remporte que le seul Brooklyn Handicap cette année-là. Mais il repart pour un tour en 1950, à 7 ans, le temps d'un séjour en Californie, d'une petite victoire après quasiment un an d'absence et d'un échec dans la Hollywood Gold Cup.     
L'étonnante carrière d'Assault et son exploit dans la Triple Couronne lui vaudront les honneurs du Hall of Fame des courses américaines, qu'il rejoindra en 1964, et une 33ème place sur la liste des 100 meilleurs chevaux de sport hippique américain du XXe siècle établie en 1999 par le magazine The Blood-Horse. Il retourne finalement finir ses jours dans son Texas natal, où une rumeur raconte qu'il a tout de même rempli quelques poulinières quarter-horses stationnée au ranch, mais seuls deux produits de lui sont enregistrés. Il meurt le 28 septembre 1971, euthanasié après une chute qui lui brisa la jambe. Jusqu'au bout pas verni. Il est enterré à King Ranch.    

### Résumé de carrière
| Date         | Hippodrome      | Pays        | Course                 | Distance    | Jockey      | Place       | Écart       | Vainqueur ou deuxième |
| 1945, 2 ans  | 1945, 2 ans     | 1945, 2 ans | 1945, 2 ans            | 1945, 2 ans | 1945, 2 ans | 1945, 2 ans | 1945, 2 ans | 1945, 2 ans           |
| ------------ | --------------- | ----------- | ---------------------- | ----------- | ----------- | ----------- | ----------- | --------------------- |
| 4 juin       | Belmont Park    | États-Unis  | Maiden                 | 900 m       | J. Stout    | 12e / 21    | 14          | Grandpa Max           |
| 12 juin      | Belmont Park    | États-Unis  | Maiden                 | 900 m       | W. Mehrtens | 5e / 15     | 1 ¾         | Leeway                |
| 23 juin      | Belmont Park    | États-Unis  | Maiden                 | 900 m       | W. Mehrtens | 2e / 23     | 3           | Mist o'Gold           |
| 12 juillet   | Aqueduct        | États-Unis  | Allowance              | 1 100 m     | W. Mehrtens | 1er / 7     | 1 ¼         | Happy C.              |
| 18 juillet   | Jamaica         | États-Unis  | East View Stakes       | 1 200 m     | W. Mehrtens | 5e / 14     | 8 ½         | Mist o'Gold           |
| 6 août       | Belmont Park    | États-Unis  | Flash Stakes           | 1 100 m     | W. Mehrtens | 1er / 12    | nez         | Mist o'Gold           |
| 5 septembre  | Aqueduct        | États-Unis  | Babylone Handicap      | 1 200 m     | W. Mehrtens | 3e / 9      | 4           | Southern Pride        |
| 12 septembre | Aqueduct        | États-Unis  | Cowdin Stakes          | 1 300 m     | W. Mehrtens | 4e / 13     | 4           | Knockdown             |
| 8 octobre    | Jamaica         | États-Unis  | Allowance              | 1 200 m     | W. Mehrtens | 2e / 5      | 3           | Lord Boswell          |
| 1946, 3 ans  |                 |             |                        |             |             |             |             |                       |
| 9 avril      | Jamaica         | États-Unis  | Free Handicap          | 1 200 m     | W. Mehrtens | 1er / 11    | 1 ¾         | Islam Prince          |
| 20 avril     | Jamaica         | États-Unis  | Wood Memorial Stakes   | 1 700 m     | W. Mehrtens | 1er / 14    | enc.        | Hampden               |
| 30 avril     | Churchill Downs | États-Unis  | Derby Trial Stakes     | 1 600 m     | W. Mehrtens | 4e / 10     | 1 ½         | Lord Boswell          |
| 4 mai        | Churchill Downs | États-Unis  | Kentucky Derby         | 2 000 m     | W. Mehrtens | 1er / 17    | 8           | Spy Song              |
| 11 mai       | Pimlico         | États-Unis  | Preakness Stakes       | 1 900 m     | W. Mehrtens | 1er / 10    | enc.        | Lord Boswell          |
| 1er juin     | Belmont Park    | États-Unis  | Belmont Stakes         | 2 400 m     | W. Mehrtens | 1er / 7     | 3           | Natchez               |
| 15 juin      | Aqueduct        | États-Unis  | Dwyer Stakes           | 2 000 m     | W. Mehrtens | 1er / 6     | 4 ½         | Windfields            |
| 27 juillet   | Arlington Park  | États-Unis  | Arlington Classic      | 2 000 m     | W. Mehrtens | 6e / 6      | 8 ¼         | The Dude              |
| 7 septembre  | Aqueduct        | États-Unis  | Discovery Handicap     | 1 800 m     | W. Mehrtens | 3e / 9      | 3 ½         | Mighty Story          |
| 14 septembre | Garden State    | États-Unis  | Jersey Handicap        | 1 800 m     | W. Mehrtens | 2e / 7      | 1/2         | Mahout                |
| 25 septembre | Belmont Park    | États-Unis  | Manhattan Handicap     | 2 400 m     | W. Mehrtens | 3e / 8      | 2           | Stymie                |
| 19 octobre   | Jamaica         | États-Unis  | Romer Handicap         | 1 900 m     | W. Mehrtens | 2e / 12     | 1/2         | Bridal Flower         |
| 26 octobre   | Jamaica         | États-Unis  | Gallant Fox Handicap   | 2 600 m     | W. Mehrtens | 3e / 11     | 4 ½         | Stymie                |
| 1er novembre | Pimlico         | États-Unis  | Pimlico Special        | 1 900 m     | E. Arcaro   | 1er / 4     | 6           | Stymie                |
| 9 novembre   | Jamaica         | États-Unis  | Westchester Stakes     | 1 900 m     | E. Arcaro   | 1er / 6     | 2           | Lucky Draw            |
| 1947, 4 ans  |                 |             |                        |             |             |             |             |                       |
| 3 mai        | Jamaica         | États-Unis  | Grey Lag Handicap      | 1 800 m     | W. Mehrtens | 1er / 8     | enc.        | Let's Dance           |
| 9 mai        | Pimlico         | États-Unis  | Dixie Handicap         | 1 900 m     | E. Arcaro   | 1er / 7     | 1/2         | Rico Monte            |
| 30 mai       | Belmont Park    | États-Unis  | Suburban Handicap      | 2 000 m     | E. Arcaro   | 1er / 7     | 2           | Natchez               |
| 21 juin      | Aqueduct        | États-Unis  | Brooklyn Handicap      | 2 000 m     | E. Arcaro   | 1er / 5     | 3           | Stymie                |
| 12 juillet   | Jamaica         | États-Unis  | Butler Handicap        | 1 900 m     | E. Arcaro   | 1er / 5     | tête        | Stymie                |
| 19 juillet   | Belmont Park    | États-Unis  | Belmont Gold Cup       | 2 600 m     | E. Arcaro   | 3e / 7      | 4 ¼         | Stymie                |
| 27 septembre | Belmont Park    | États-Unis  | Special Match Race     | 2 000 m     | E. Arcaro   | 2e / 2      | 8           | Armed                 |
| 1948, 5 ans  |                 |             |                        |             |             |             |             |                       |
| 14 février   | Hialeah Park    | États-Unis  | Allowance              | 1 400 m     | W. Mehrtens | 1er / 5     | tête        | Rampart               |
| 21 février   | Hialeah Park    | États-Unis  | Widener Handicap       | 2 000 m     | E. Arcaro   | 5e / 9      | 7           | El Mono               |
| 1949, 6 ans  |                 |             |                        |             |             |             |             |                       |
| 24 juin      | Aqueduct        | États-Unis  | Allowance              | 1 400 m     | W. Boland   | 2e / 5      | nez         | Michigan              |
| 2 juillet    | Aqueduct        | États-Unis  | Brooklyn Handicap      | 2 000 m     | D. Gorman   | 1er / 10    | 3/4         | Vulcan's Forge        |
| 13 août      | Suffolk Downs   | États-Unis  | Massachusetts Handicap | 2 000 m     | D. Gorman   | 4e / 5      | 3           | First Nighter         |
| 10 septembre | Aqueduct        | États-Unis  | Edgemare Handicap      | 1 800 m     | D. Gorman   | 3e / 9      | 3 ¾         | My Request            |
| 24 septembre | Belmont Park    | États-Unis  | Manhattan Handicap     | 2 400 m     | D. Gorman   | 7e / 7      | 14          | Donor                 |
| 15 octobre   | Jamaica         | États-Unis  | Grey Lag Handicap      | 1 900 m     | E. Arcaro   | 8e / 12     | 6 ¼         | Royal Governor        |
| 1950, 7 ans  |                 |             |                        |             |             |             |             |                       |
| 22 novembre  | Hollywood Park  | États-Unis  | Allowance              | 1 400 m     | E. Arcaro   | 1er / 8     | 2           | Repeluz               |
| 1er décembre | Hollywood Park  | États-Unis  | Allowance              | 1 800 m     | W. Boland   | 3e / 5      | 8           | Noor                  |
| 9 décembre   | Hollywood Park  | États-Unis  | Hollywood Gold Cup     | 2 000 m     | J. Gilbert  | 7e / 8      | 10          | Noor                  |

## Origines
Bold Venture, le père d'Assault, était un excellent poulain qui lui-même n'est pas passé très loin de la Triple Couronne après ses victoires dans le Kentucky Derby et les Preakness Stakes. Entraîné comme son fils par Max Hirsch, il avait remporté le Derby sans avoir couru une stakes auparavant, monté par un apprenti de 17, Ira "Babe" Hanford, qui lui non plus n'avait jamais disputé une course principale. Bold Venture fut acquis par Robert J. Kleberg Jr.,  pour $ 40 000 à l'issue de sa carrière en piste. Stationné comme étalon au Kentucky, il n'eut gère de succès alors Kleberg l'installa au Texas, dans son ranch. Avec réussite cette fois puisque Bold Venture allait lui donner Assault et Middleground, qui faillit bien lui aussi s'offrir la Triple Couronne avec une victoire dans le Derby, une deuxième place dans les Preakness Stakes et une victoire dans les Belmont Stakes. 
Fille du champion et bon étalon Equipoise (deux fois cheval de l'année en 1932 et 1933, et tête de liste des étalons en 1942, Hall of Famer), Igual, la mère d'Assault, n'a quant à elle pas couru. Mais elle se réclame de sa deuxième mère Masda, propre sœur de l'un des plus grands champions de l'histoire, Man o'War, et donc de leur mère Mahubah. Mahubah ne gagna qu'une seule de ses cinq sorties, mais cette fille d'Anglais importés aux États-Unis (son père Rock Sand, grand champion, gagna la Triple Couronne britannique en 1903) fut une formidable génitrice, au point d'être désignée "Cluster Mare", c'est-à-dire une poulinière qui a produit, en l'espace de six générations au maximum, au moins deux vainqueurs de cinq ou plus des huit plus grandes courses américaines. Outre Man o'War, elle donna aussi My Play, lauréat de l'Aqueduct Handicap et de la Jockey Club Gold Cup, qui devint un bon étalon. 

### Pedigree
| Origines de Assault (USA), mâle alezan né en 1943 | Origines de Assault (USA), mâle alezan né en 1943 | Origines de Assault (USA), mâle alezan né en 1943 | Origines de Assault (USA), mâle alezan né en 1943 |
| ------------------------------------------------- | ------------------------------------------------- | ------------------------------------------------- | ------------------------------------------------- |
| Père Bold Venture 1933                            | St. Germans 1921                                  | Swynford                                          | John o' Gaunt                                     |
| Père Bold Venture 1933                            | St. Germans 1921                                  | Swynford                                          | Canterbury Pilgrim                                |
| Père Bold Venture 1933                            | St. Germans 1921                                  | Hamoaze                                           | Torpoint                                          |
| Père Bold Venture 1933                            | St. Germans 1921                                  | Hamoaze                                           | Maid of the Mist                                  |
| Père Bold Venture 1933                            | Possible 1920                                     | Ultimus                                           | Commando                                          |
| Père Bold Venture 1933                            | Possible 1920                                     | Ultimus                                           | Running Stream                                    |
| Père Bold Venture 1933                            | Possible 1920                                     | Lida Flush                                        | Royal Flush III                                   |
| Père Bold Venture 1933                            | Possible 1920                                     | Lida Flush                                        | Lida H.                                           |
| Mère Igual 1937                                   | Equipoise 1928                                    | Pennant                                           | Peter Pan II                                      |
| Mère Igual 1937                                   | Equipoise 1928                                    | Pennant                                           | Royal Rose                                        |
| Mère Igual 1937                                   | Equipoise 1928                                    | Swinging                                          | Broomstick                                        |
| Mère Igual 1937                                   | Equipoise 1928                                    | Swinging                                          | Balancoire II                                     |
| Mère Igual 1937                                   | Incandescent 1931                                 | Chicle                                            | Spearmint                                         |
| Mère Igual 1937                                   | Incandescent 1931                                 | Chicle                                            | Lady Hamburg II                                   |
| Mère Igual 1937                                   | Incandescent 1931                                 | Masda                                             | Fair Play                                         |
| Mère Igual 1937                                   | Incandescent 1931                                 | Masda                                             | Mahubah (famille 4-c)                             |